# Thomas Roussel-Roozmon
Thomas Roussel-Roozmon (ur. 8 stycznia 1988 w Laval) – kanadyjski szachista, arcymistrz od 2010 roku.

## Kariera szachowa
W 2000 r. zdobył tytuł mistrza Kanady juniorów do 12 lat oraz reprezentował narodowe barwy na mistrzostwach świata juniorów w tej kategorii wiekowej (rozegranych w Oropesa del Mar), dzieląc IX miejsce. W 2003 r. zwyciężył w kołowym turnieju w Montrealu, zajął II m. (za Anthonym Kostenem) w Villeurbanne oraz podzielił III m. (za Leonidem Judasinem i Ronem Livshitsem, wspólnie z Alexandre Lesiege) w kolejnym turnieju w Montrealu. W 2005 r. zajął II m. (za Suatem Atalikiem, a przed Aleksiejem Jermolinskim) w Berkley. W 2007 r. podzielił II m. (za Andriejem Ryczagowem, wspólnie z m.in. Eduardasem Rozentalisem, Abhijitem Kunte i Ołeksandrem Chuzmanem) w turnieju Quebec Open w Montrealu, wypełniając pierwszą normę na tytuł arcymistrza. W 2008 r. podzielił I m. (wspólnie ze Zlatko Ilinciciem i Nguyễn Huỳnh Minh Huyem) w cyklicznym turnieju First Saturday (edycja FS03 GM) w Budapeszcie. W 2010 r. podczas olimpiady w Chanty-Mansyjsku wypełnił liczoną podwójnie kolejną normę arcymistrzowską i pod koniec tego roku Międzynarodowa Federacja Szachowa przyznała mu ten tytuł.
W latach 2006–2010 trzykrotnie reprezentował Kanadę na szachowych olimpiadach.
Najwyższy ranking w dotychczasowej karierze osiągnął 1 listopada 2010 r., z wynikiem 2500 punktów zajmował wówczas 5. miejsce wśród kanadyjskich szachistów.